# مصلحة التحصين السويدية

مصلحة التحصينات السويدية هي مصلحة ادارية سويدية حكومية والمصلحة تأتي في أطار وزارة المالية السويدية وتأخذ مسؤلية إدارة بعض العقارات الغير منقولة التابعة للدولة مثل الممتلكات المعدة لأهداف دفاعية. مصلحة التحصين لديها تقريبا 620 موظف والمصلحة لديها مراكز في كل نواحي المملكة السويدية حيث يوجد نشاطات دفاعية. المصلحة لها دور مهم في الحياة المدنية ولبناء مجتمع قوي ومتين ولعالم أكثر أمان والمصلحة ترى أن عالم أكثر أمان هو أيضا عالم مستدام لذلك تأخذ المصلحة مسؤلية تجاه البيئة.

## عملاء المصلحة (زبائن)
المصلحة لها عدة عملاء من بينهم القوات المسلحة السويدية ومصلحة عتاد الدفاع ومؤسسة راديو الدفاع ومؤسسة الأبحاث الدفاعية وحرس السواحل والشرطة البحرية والأنقاذ البحري والجمارك وشركة تيليا وشركة تييتو ايناتور وايضا سآب وغيرها.

## وظائف
مصلحة التحصين السويدية تملك وتدير عقارات السويد الدفاعية. مهمة المصلحة هي ضمان أن قسم الدفاع لديه منشآت وأراضي ومقرات وقاعات تعمل بشكل جيد لأدارة نشاطاته. المجالات التي تتخصص بها المصلحة هو تقنية الدفاع وتقنية المنشآت. المصلحة تملك مباني الوحدات العسكرية الإدارية والمكاتب ومنشآت التدريب والورشات ومضامير الرماية والموانئ والمطارات والمنشآت تحت الأرض والأرض التي تتدرب عليها القوات المسلحة السويدية. المصلحة هي أيضا جزء من التأهب لحالات الطوارئ في السويد حيث يوجد تركيز على البنبة التحتية التقنية.